# CJ Egan-Riley
Conrad Jaden Egan-Riley (Mánchester, 2 de enero de 2003) es un futbolista británico que juega en la demarcación de defensa para el Olympique de Marsella de la Ligue 1.

## Trayectoria
Tras formarse en las categorías inferiores del Manchester City, finalmente subió al primer equipo. El 21 de septiembre de 2021 debutó con el primer equipo en un partido de la Copa de la Liga contra el Wycombe Wanderers F. C. que finalizó con un resultado de 6-1 tras el gol de Brandon Hanlan para el Wycombe, y de Cole Palmer, Kevin De Bruyne, Phil Foden, Ferran Torres y un doblete de Riyad Mahrez para el Manchester City. También tuvo la oportunidad de estrenarse en la Premier League y la Liga de Campeones de la UEFA antes de marcharse el 1 de julio de 2022 al Burnley F. C. Con este equipo firmó un contrato de tres años, de los cuales el primero de ellos lo terminó jugando cedido en el Hibernian F. C. En el segundo también fue prestado, esta vez al Jong PSV. En el tercero ayudó al equipo a conseguir el ascenso a la Premier League antes de unirse en junio de 2025 al Olympique de Marsella.

## Estadísticas

### Clubes
Actualizado al último partido disputado el 3 de mayo de 2025.
| Club                             | Div.          | Temporada     | Liga  | Liga  | Copas nacionales | Copas nacionales | Copas internacionales | Copas internacionales | Total | Total |
| Club                             | Div.          | Temporada     | Part. | Goles | Part.            | Goles            | Part.                 | Goles                 | Part. | Goles |
| -------------------------------- | ------------- | ------------- | ----- | ----- | ---------------- | ---------------- | --------------------- | --------------------- | ----- | ----- |
| Manchester City F. C. Inglaterra | 1.ª           | 2021-22       | 1     | 0     | 1                | 0                | 1                     | 0                     | 3     | 0     |
| Manchester City F. C. Inglaterra | Total club    | Total club    | 1     | 0     | 1                | 0                | 1                     | 0                     | 3     | 0     |
| Burnley F. C. Inglaterra         | 2.ª           | 2022-23       | 3     | 0     | 3                | 0                | ―                     | ―                     | 6     | 0     |
| Hibernian F. C. Escocia          | 1.ª           | 2022-23       | 14    | 0     | —                | —                | ―                     | ―                     | 14    | 0     |
| Hibernian F. C. Escocia          | Total club    | Total club    | 14    | 0     | 0                | 0                | 0                     | 0                     | 14    | 0     |
| Burnley F. C. Inglaterra         | 1.ª           | 2023-24       | 0     | 0     | 0                | 0                | ―                     | ―                     | 0     | 0     |
| Jong PSV · Países Bajos          | 2.ª           | 2023-24       | 13    | 0     | —                | —                | ―                     | ―                     | 13    | 0     |
| Jong PSV · Países Bajos          | Total club    | Total club    | 13    | 0     | 0                | 0                | 0                     | 0                     | 13    | 0     |
| Burnley F. C. Inglaterra         | 2.ª           | 2024-25       | 41    | 1     | 2                | 0                | —                     | —                     | 43    | 1     |
| Burnley F. C. Inglaterra         | Total club    | Total club    | 44    | 1     | 5                | 0                | 0                     | 0                     | 49    | 1     |
| Olympique de Marsella Francia    | 1.ª           | 2025-26       | 0     | 0     | 0                | 0                | 0                     | 0                     | 0     | 0     |
| Olympique de Marsella Francia    | Total club    | Total club    | 0     | 0     | 0                | 0                | 0                     | 0                     | 0     | 0     |
| Total carrera                    | Total carrera | Total carrera | 72    | 1     | 6                | 0                | 1                     | 0                     | 69    | 1     |

## Palmarés

### Títulos internacionales
| Título          | Equipo            | Sede       | Año  |
| --------------- | ----------------- | ---------- | ---- |
| Eurocopa Sub-21 | Inglaterra sub-21 | Eslovaquia | 2025 |